# Harpachne
Harpachne is een geslacht uit de grassenfamilie (Poaceae). De soorten van dit geslacht komen voor in Afrika en Azië.

## Soorten
Van het geslacht zijn de volgende soorten bekend: 
- Harpachne bogdanii
- Harpachne harpachnoides
- Harpachne schimperi